# Stadionul Olimpic din Kiev
Stadionul Olimpic din Kiev (cunoscut și ca NSC Olimpiyskiy, Stadionul Republican sau Stadionul Central; în ucraineană Національний спортивний комплекс "Олімпійський", Naționalnîi sportivnîi komplex "Olimpiiskii") este un centru sportiv cu utilizare multiplă din Kiev, Ucraina. Stadionul este principalul loc de desfășurare a competițiilor sportive din țarǎ și unul dintre cele mai mari ale lumii (al doilea ca mărime din Europa de Est, după Stadionul Lujniki). Complexul poate găzdui de asemenea alte sporturi, printre care și Jocurile Olimpice. 
La 9 octombrie 2011, după reconstrucția finală, stadionul a fost redeschis cu un concert susținut de Shakira, iar inaugurarea internațională a avut loc la 11 noiembrie 2011, cu un meci amical între echipele naționale de fotbal ale Ucrainei și Germaniei. 
Stadionul a găzduit meciul retur al Supercupa Europei 1975, șapte meciuri din cadrul turneului de fotbal al Jocurilor Olimpice de vară din 1980 și cinci meciuri din cadrul Campionatului European de Fotbal UEFA 2012, inclusiv finala, precum și finala UEFA Champions League 2018. 

## Nume anterioare
În cea mai mare parte a istoriei sale, stadionul a fost cunoscut ca Stadionul Republican.
- 1923 – Stadionul Roșu al lui Trotsky
- 1924–1935 – Stadionul Roșu
- 1936–1938 – Stadionul Republican al lui Kosior
- 1938–1941 – Stadionul Republican
- 1941 –  Stadionul Republican al lui Hrușciov (capacitate
- 1941–1943 – Stadionul Ucrainean
- 1944–1962 – Stadionul Republican al lui Hrușciov (capacitate 47.756)
- 1962–1979 – Stadionul Central (capacitate 100.062 în 1967)
- 1980–1995 – Stadionul Republican
- 1996–prezent – CNS Olimpic[8] (capacitate 83.450 în 1999; 70.050 în 2011)